# Еду Драсена
Еду Драсена (Едуардо Луїс Абонізіо де Соуза) (порт. Eduardo Luiz Abonízio de Souza; Edu Dracena, * 18 травня 1981, Драсена, Бразилія) — бразильський футболіст, центральний захисник клубу «Сантус».

## Біографія
Вихованець клубу «Гуарані», за який виступав з 1999 року. З 2002 по 2003 роки виступав на правах оренди за грецький «Олімпіакос». У 2003 році перейшов у «Крузейру», де був капітаном команди.
26 серпня 2006 року уклав чотирирічний контракт з «Фенербахче». 
У червні 2003 року Драсена отримав свій перший виклик до національної збірної на Кубок Конфедерацій 2003. Однак, так і не дебютував під час змагань.
Через чотири роки Драсена був викликаний для участі у товариських матчах проти Сполучених Штатів та Мексики 9 вересня і 12 вересня 2007 року. Він зіграв 45 хвилин, вийшовши на заміну в матчі проти Сполучених Штатів, після чого вийшов у стартовому складі проти Мексики.

## Титули і досягнення
- Чемпіон Південної Америки (U-20): 2001
- Чемпіон Греції (1):

«Олімпіакос»: 2002-03
- Чемпіон Бразилії (3):

«Крузейро»: 2003
«Корінтіанс»: 2015
«Палмейрас»: 2016
- Володар Кубка Бразилії (2):

«Крузейро»: 2003
«Сантус»: 2010
- Переможець Ліги Мінейро (3):

«Крузейро»: 2003, 2004, 2005
- Чемпіон Туреччини (1):

«Фенербахче»: 2006-07
- Володар Суперкубка Туреччини (1):

«Фенербахче»: 2007
- Переможець Ліги Пауліста (3):

«Сантус»: 2010, 2011, 2012
- Переможець Кубка Лібертадорес (1):

«Сантус»: 2011